# Ophiomyia mussauensis
Ophiomyia mussauensis är en tvåvingeart som beskrevs av Spencer 1966. Ophiomyia mussauensis ingår i släktet Ophiomyia och familjen minerarflugor. Inga underarter finns listade i Catalogue of Life.